# 홀로코스트 부정
홀로코스트 부정(홀로코스트 否定, 영어: Holocaust denial)은 제2차 세계 대전 당시에 유대인을 대상으로 이루어진 집단살해인 홀로코스트가 존재하지 않았거나 실제보다 크게 과장되었다는 주장이다.
이스라엘을 비롯하여 유럽의 독일, 오스트리아, 스위스, 프랑스, 벨기에, 네덜란드, 룩셈부르크, 폴란드, 체코, 헝가리, 슬로바키아, 포르투갈, 루마니아, 리투아니아, 리히텐슈타인(총 16개국)에서는 홀로코스트를 부정하는 행위가 법률에 의해 금지되어 있다.

## 같이 보기
- 부인주의
- 유사역사학
- 성전 부정